# Ivoti
Ivoti egy község (município) Brazília Rio Grande do Sul államában, Porto Alegre metropolisz-övezetében (Região Metropolitana de Porto Alegre, RMPA), a Gaúcho-hegység lábánál. Népességét 2021-ben 25 068 főre becsülték.

## Története
Az Umbu-kultúra természeti népei lakták a területét, a bandeirantek csak a 18. században nyitottak utakat az erdőségeken keresztül, majd a csapásokat a szarvasmarha-hajcsárok kezdték használni. A gyarmatosítási folyamat részeként 1826 körül Hunsrück vidékéről származó német telepesek költöztek a vidékre, akiknek 48 telket osztottak ki a Feitoria-patak mellett. Abban az időben a területet Berghanschneiss (Berghan-ösvény, portugálosítva Picada dos Berghan) néven ismerték az első telepesek egyike után.
A telep fejlődött, a lakosok piacot létesítettek, ahol a helyi földművesek eladhatták a maniókát, babot, kukoricát az átutazó kereskedőknek és hajcsároknak, illetve elcserélték azokat ruhákra, cipőkre, edényekre. 1855-ben hidat építettek a Feitoria-patak fölött, amelyet a Császár hídjának (Ponte do Imperador) neveztek, ugyanis II. Péter brazil császár által kiutalt pénzből készült. A patak közelségének azonban negatív kihatásai is voltak, mivel télen a víz gyakran elöntötte a gazdaságokat, így a telepesek fokozatosan a magasabb területekre, a mai település helyére költöztek.
1867-ben Picada dos Berghant átnevezték Bom Jardim-re, és São Leopoldo kerületének nyilvánították. 1938-ban átnevezték Ivotira, amely a helyi őslakosok nyelvén virágot, virágzást jelent, és a vidék virágoskertjeire utal. 1959-ben São Leopoldoé helyett az újonnan megalakult Estância Velha kerülete lett. 1964-ben függetlenedett, majd 1965-ben önálló községgé alakult. 1966-tól japánok is letelepedtek.

## Leírása
Székhelye Ivoti, további kerületei nincsenek. A község a Gaúcho-hegység közelében fekszik, Porto Alegre metropolisz-övezetében. Községközpontja megőrizte egy vidéki kisváros báját: virágos utcák és terek, régi épületek, vásárok és rendezvények, német és japán kultúra keveredése. A községen áthalad a Rota Romântica, a túlnyomórészt német jellegű községeket összekötő tematikus turistaút.